# 沃彭罗特
沃彭罗特是德国莱茵兰-普法尔茨州的一个市镇。总面积8.67平方公里，总人口271人，其中男性135人，女性136人（2011年12月31日），人口密度31人/平方公里。